# Robert Urbain
Pour les articles homonymes, voir Urbain.
Robert Urbain, né le 24 novembre 1930 à Hornu (Boussu, province de Hainaut) et mort le 9 novembre 2018, est un homme politique belge socialiste qui fut ministre et bourgmestre.

## Biographie
Agrégé de l'enseignement secondaire en mathématiques et physique, Robert Urbain commence sa carrière professionnelle en 1950 dans l'enseignement secondaire, comme professeur de mathématiques. En 1958, il passe à la province de Hainaut où il occupera divers postes jusqu'en 1971, année où il est élu député pour l'arrondissement de Mons. Ce mandat sera renouvelé jusqu'en 1995, Robert Urbain étant sénateur élu de 1995 à 1999. Sur le plan local, il a été bourgmestre de Boussu de 1977 à 2006.
En juin 2006, il est nommé commissaire général belge pour l'exposition universelle de Shanghai de 2010. En août 2009, il démissionne de ce poste dans une atmosphère délétère, alors que la première pierre du pavillon belge est sur le point d'être posée, pour être remplacé par son adjoint, Leo Delcroix.
En février 2011, dans le contexte des révolutions arabes en Tunisie, Égypte et Libye, la polémique sur les liens présumés entre le colonel Khadafi et le politicien borain ressort dans la presse,.

## Carrière politique
- Secrétaire d'État pour l'Aménagement du territoire et le Logement (1973) dans le gouvernement Leburton I.
- Secrétaire d'État à l'Économie régionale (1977–1978) dans le gouvernement Tindemans IV.
- Ministre des Postes, Télégrammes et Téléphones (1979–1980), dans le gouvernement Martens I.
- Ministre du Commerce extérieur (1980–1981) dans les gouvernements Martens II, III et IV.
- Ministre du Commerce extérieur (1988–1992) dans les gouvernements Martens VIII et IX.
- Ministre du Commerce extérieur et ministre des Affaires européennes (1992 - 1995) dans le gouvernement Dehaene I.
- Sénateur de 1995 à 1999.
- Bourgmestre de Boussu de 1977 à 2006.

## Honneurs
Au cours de sa carrière de fonctionnaire d'État, Robert Urbain a reçu de nombreuses distinctions publiques, aussi bien en Belgique qu'à l'étranger.

### Nationaux
- Ministre d'État, par décret royal en 1998.
- Grand-croix de l'ordre de la Couronne (9 juin 1999)
- Croix civique de 1re classe (27 juin 1988)
- Grand-croix de l'ordre de Léopold II (3 décembre 1987)
- Médaille civique de 1re classe (5 mai 1978)
- Commandeur de l’ordre de Léopold (4 avril 1977)

### Étrangers
À l'étranger Robert Urbain a été fait Grand-croix de :
- l'ordre d'Orange-Nassau (Pays-Bas), 30 mars 1981 ;
- l'ordre du Mérite (Gabon), 14 janvier 1982 ;
- l'ordre de l'Infant Dom Henri (Portugal), 9 juillet 1985 ;
- l'ordre de Mai (Argentine), 13 octobre 1992 ;
- l'ordre d'Isabelle la Catholique (Espagne) ;
- l'ordre de la République (Tunisie) ;
- l'ordre du Soleil (Pérou).

### Source
- « Robert Urbain », sur senate.be